# Arjen Hagenauw
Arjen Hagenauw (Roden, 8 november 1994) is een voormalig Nederlands profvoetballer die bij voorkeur als aanvaller speelde. Momenteel speelt Hagenauw bij ACV Assen. Arjen Hagenauw is de zoon van oud-speler bij Groningen Henk Hagenauw.

## Carrière

### FC Groningen
Hagenauw voetbalde in zijn jeugd bij de plaatselijke voetbalvereniging VV Roden, alvorens hij in 2011 de overstap maakte naar de jeugdopleiding van FC Groningen. Twee jaar later, in 2013, stroomde hij door naar het eerste elftal van de club. In juni 2013 tekende hij een tweejarig contract bij FC Groningen. Hagenauw maakte op 22 maart 2014 zijn debuut in het betaald voetbal in het shirt van FC Groningen. Die dag nam hij het daarmee thuis op tegen Vitesse (3–1 winst).

### Verhuur aan FC Emmen
FC Groningen verhuurde Hagenauw in februari 2015 samen met Henk Bos voor een half jaar aan FC Emmen. Als huurling kwam hij voornamelijk als invaller in actie en lukte het FC Emmen om de play-offs om promotie/degradatie te halen.

### Definitieve overgang naar FC Emmen
Op 20 mei 2015 werd bekendgemaakt dat Hagenauw vanaf het seizoen 2015/16 officieel onder contract zou staan bij FC Emmen, hij tekende tot medio 2016 met een optie voor een extra jaar. Daar maakte hij 5 juli dat jaar, in de eerste wedstrijd van de voorbereiding voor het nieuwe seizoen, vijf doelpunten tegen VV Bargeres. Gedurende het seizoen 2015/16 moest Hagenauw het echter vaak hebben van invalbeurten. Op 31 maart 2016 werd bekend dat de optie om zijn contract te verlengen niet wordt benut. Op 8 april 2016 stond Hagenauw voor het eerst in de basis bij FC Emmen in een met 2-0 verloren uitwedstrijd bij Jong Ajax.

### Carrièrestatistieken
| Seizoen         | Club            | Land            | Competitie      | Competitie | Competitie | Beker | Beker | Internationaal | Internationaal | Nacompetitie | Nacompetitie | Totaal | Totaal |
| Seizoen         | Club            | Land            | Competitie      | Wed.       | Dlp.       | Wed.  | Dlp.  | Wed.           | Dlp.           | Wed.         | Dlp.         | Wed.   | Dlp.   |
| --------------- | --------------- | --------------- | --------------- | ---------- | ---------- | ----- | ----- | -------------- | -------------- | ------------ | ------------ | ------ | ------ |
| 2013/14         | FC Groningen    | Nederland       | Eredivisie      | 1          | 0          | 0     | 0     | 0              | 0              | 0            | 0            | 1      | 0      |
| 2014/15         | FC Groningen    | Nederland       | Eredivisie      | 3          | 0          | 0     | 0     | 0              | 0              | 0            | 0            | 3      | 0      |
| 2014/15         | → FC Emmen      | Nederland       | Eerste divisie  | 5          | 0          | 0     | 0     | 0              | 0              | 1            | 0            | 6      | 0      |
| 2015/16         | FC Emmen        | Nederland       | Eerste divisie  | 15         | 0          | 0     | 0     | 1              | 0              | 0            | 0            | 16     | 0      |
| Carrière totaal | Carrière totaal | Carrière totaal | Carrière totaal | 24         | 0          | 0     | 0     | 1              | 0              | 1            | 0            | 26     | 0      |

## Interlandcarrière

### Nederland onder 19
Op 21 maart 2013 debuteerde Hagenauw in het Nederlands voetbalelftal onder 19 in een vriendschappelijke wedstrijd tegen Tsjechië –19 (6 – 0).
| Interlands van Arjen Hagenauw | Interlands van Arjen Hagenauw | Interlands van Arjen Hagenauw | Interlands van Arjen Hagenauw | Interlands van Arjen Hagenauw | Interlands van Arjen Hagenauw |
| №                             | Datum                         | Wedstrijd                     | Uitslag                       | Soort wedstrijd               | Doelpunten                    |
| Als speler bij FC Groningen   | Als speler bij FC Groningen   | Als speler bij FC Groningen   | Als speler bij FC Groningen   | Als speler bij FC Groningen   | Als speler bij FC Groningen   |
| ----------------------------- | ----------------------------- | ----------------------------- | ----------------------------- | ----------------------------- | ----------------------------- |
| 1.                            | 21 maart 2013                 | Nederland – Tsjechië          | 6 – 0                         | Vriendschappelijk             | 1                             |